# Akhtar Rasool
Akhtar Rasool Kamboh (geboren am 13. Januar 1954 in Faisalabad) ist ein ehemaliger pakistanischer Hockeyspieler. Der Defensivspieler der pakistanischen Nationalmannschaft nahm an zwei Olympischen Spielen teil und gewann je einmal Silber und Bronze. 1978 und 1982 war er Weltmeister.

## Sportliche Karriere
Der Sohn von Ghulam Rasul nahm 1972 an den Olympischen Spielen in München teil, als die pakistanische Mannschaft die Silbermedaille gewann. Akhtar Rasool wurde in vier Vorrundenspielen eingesetzt und war im Finale nicht dabei.
1974 siegte Akhtar Rasool mit der pakistanischen Mannschaft bei den Asienspielen in Teheran. Bei der Weltmeisterschaft 1975 in Kuala Lumpur unterlagen die Pakistaner im Finale der indischen Mannschaft mit 1:2. Bei seiner zweiten Olympiateilnahme 1976 in Montreal verpasste Pakistan mit einer Halbfinalniederlage gegen die Australier den Finaleinzug. Das Spiel um die Bronzemedaille gewannen die Pakistaner gegen die niederländische Mannschaft. Akhtar Rasool erzielte in Montreal zwei Tore.
Im März und April 1978 fand in Buenos Aires die Weltmeisterschaft 1978 statt. Pakistan gewann seine Vorrundengruppe vor der niederländischen Mannschaft. Im Halbfinale besiegten die Pakistaner die deutsche Mannschaft mit 1:0 nach Verlängerung. Im Finale waren wieder die Niederländer der Gegner, die Pakistaner siegten mit 3:2. Ende 1978 siegte Pakistan auch bei den Asienspielen in Bangkok. An den Olympischen Spielen 1980 in Moskau nahm Pakistan wegen des Olympiaboykotts nicht teil. 1982 gehörte Akhtar Rasool zur pakistanischen Mannschaft bei der Weltmeisterschaft in Bombay. Pakistan gewann seine Vorrundengruppe vor den Deutschen, bezwang im Halbfinale die Niederländer und traf im Finale wieder auf die Deutschen. Pakistan gewann den Titel mit einem 3:1-Sieg.
2012 und 2013 fungierte Rasool als Team-Manager der pakistanischen Nationalmannschaft. Bei den Asienspielen 2018 war er Mitglied der Jury, die über Berufungen bei Einsprüchen zu entscheiden hatte.